# Enrique López y Martínez
Enrique López y Martínez (Madrid, 1853-Madrid, 5 de diciembre de 1875) fue un pintor español.

## Biografía
Natural de Madrid, fue discípulo de la Escuela Especial de Pintura, Escultura y Grabado de la capital, así como de Francisco Domingo. Se suicidó el 5 de diciembre de 1875, cuando contaba veintidós años. Dos Estudios de cabeza figuraron como recuerdo póstumo en la Exposición Nacional de Bellas Artes de 1876. En otras exposiciones anteriores de carácter particular habían figurado también Una ribeteadora y otros cuadros y estudios de su autoría.